# Isztwan Szandor
Isztwan Diordiowycz Szandor (ukr. Іштван Дьордьович Шандор, ros. Иштван Дьёрдьевич Шандор, Isztwan Djordjewicz Szandor, węg. István Sándor; ur. 1944 w obwodzie zakarpackim, Czechosłowacja) – ukraiński piłkarz pochodzenia węgierskiego, grający na pozycji pomocnika, trener piłkarski.

## Kariera piłkarska

### Kariera klubowa
Występował w drugoligowych drużynach Awtomobilist Żytomierz oraz Frunzenec Sumy (do 1971 Spartak Sumy). Karierę zakończył w 1973.

## Kariera trenerska
Po zakończeniu kariery zawodniczej prowadził klub Howerła Użhorod. W 1979–1980 pracował najpierw na stanowisku asystenta trenera, a w 1981 głównego trenera zespołu Spartak Iwano-Frankowsk. W 1985 trenował Zakarpattia Użhorod, a w latach 1988-1989 drużynę Zirka Kirowohrad.